# 肯特山学校
肯特山学校（英语：Kents Hill School，简称KHS）也称肯特斯希尔学校，位于美国缅因州肯特山，是一所小型、独立的大学预科学校，面向寄宿生及走读学生。
肯特山学校距离该州首府奥古斯塔以西12英里，紧靠里德菲尔德。肯特山学校历史悠久，是美国全国范围内第30所寄宿学校，也是最古老的连续运营的男女大学预科学校之一。作为美国最古老的三所卫理公会学院之一（与卡泽诺维亚神学院和威尔布拉姆学院），该校现在是新英格兰独立学校协会（AISNE）的成员，并被新英格兰学校和学院协会（NEASC）认可。

## 历史

### 起源
肯特山的前身为缅因州卫斯理学院，由美国革命老兵路德·桑普森于1824建立。 根据早先出版的《肯特山风》（Kents Hill Breeze），一本已停刊的学校期刊，路德“是亨利·桑普森（Henry Sampson）的第五代直系后裔”。桑普森是一个没有受过正规教育的木匠，他想利用他在工作中赚来的财富和政府奖赏给他作为殖民地士兵的土地来造福社会、荣耀上帝。 桑普森、他的妻子阿比盖尔·福特和他们的孩子们住在达克斯伯里，后来又搬到马什菲尔德。在1800年左右，他们搬到缅因州的雷德菲尔德，占有200多英亩的土地。1821年，桑普森在那里成立了“雷德菲尔德宗教和慈善协会”，其最初的章程没有提及学校，而是制定了一个计划来支持地区卫理公会的信仰和实践。 桑普森在肯特山上为这个社会奉献了一百多英亩土地。
到1823年，桑普森在财政上失败，并寻求一种更有效的方式来履行他的使命，他开始探索将社会身份转变为植根于青年教育的社会身份的可能性。他们和附近城市奥古斯塔的一位木匠教师Elihu Robinson以及他的妻子一起开办了神学院，以便通过教育改善社会。 从开学那天起，男孩和女孩就出现在学校的名册上。

### 发展
后来的校长亨利·P·托西博士负责桑普森大厅的建设。大厅于1860年开放至今仍在为学生服务。 托西博士还开办了一所女子学院——“女子学院”，这是当时第一所向女性提供学位的学院。 托西博士也被认为在1861年把棒球引入了学校。
比尔斯大厅于1873年竣工。James G. Blaine后来担任国务卿，他为钟楼捐赠了一个钟楼，这两个钟楼都成为学校的重要标志。 直到今天，钟声敲响庆祝学校的胜利和重要场合。 在接下来的50年里，学校增加了音乐学院和一个农场。
第二次世界大战期间，校长比尔·邓恩在附近的托西湖旁主持了一个滑雪项目。学生们清理了土地，肯特山建立了一个高山滑雪项目，持续到今天。 奥康纳阿尔卑斯中心拥有阿尔卑斯山滑雪设施，配备数字计时、夜间灯光、造雪设备和滑雪小屋。
从1990年开始，校长里斯特·博内丰负责学校、项目和设施的进一步扩建。 除了增加学校的课程，包括12个高级安置项目，学校还增加了环境研究项目和毕业要求。 自1998年以来，学校增加了几个新的建筑和室外区域，包括Liz Cross Mellen滑雪屋、Alfond田径中心、Hansen Quadrangle、Colhoun广场、Williams木工工作室、Reed Hall和几个新的教职员工宿舍。 戴维斯大厅、阿尔卑斯山中心和比尔斯大厅都进行了更新和翻新。
2008年秋天，学校开设了哈罗德·阿方德草坪场，这是新英格兰最大的草坪场地之一。
2009年，博德曼表演艺术中心在翻新的牛顿体育馆开业。
2012年，Waters学习中心更名为Akin学习中心，新的校园设施开放，为学校的学习技能计划提供住宿。

#### 历史
这所学校于1979年被列入国家历史名胜名录。 其中包括五座建筑物：牛顿体育馆（1932年）、布莱特大厅（1883-84年）、比斯大厅（1873年）、里克尔大厅（1893-94年）和桑普森大厅（1858-60年）。 Francis H. Fassett，19世纪中叶缅因州的主要建筑师，1886年火灾后波特兰重建的重要人物，设计了比尔斯和里克尔大厅。

## 学术
肯特山学校的师生比为6:1，平均班级规模为1：1。85%的教师住在校园里。
肯特山学校提供了一个为期三个月的大学预科课程：秋季、冬季和春季。 课程设置包括14个进阶课程和荣誉级别的课程，可在大多数学科。Kents Hill在其课程说明书之外为直接指导的课程提供独立的学习选项。 肯特斯希尔还为非英语母语人士提供三级ESL课程。
该校目前提供与四所国际学校的交流项目：英国滕布里奇威尔斯肯特学院、法国蒙田学院、西班牙科尔吉奥埃斯图迪奥学院和南非开普敦主教教区学院。

### 认可
2013年和2014年，缅因州杂志The Magazine of Maine将肯特山学校评为“缅因州最佳私立学校”。 在2003，学校获得了西门子基金会高级数学和科学课程奖。 2007年，社会研究教师大卫·皮尔森（David Pearson）获得了哈佛大学歌唱奖，以表彰他在中学教学中的卓越表现。

## 体育
运动项目在秋季、冬季和春季提供大学、初中和非竞争性运动项目。 所有学生每学期都参加一项运动。

### 校际体育运动
| 秋季 - 男子越野跑 - 女子越野跑 - 马术 - 曲棍球 - 美式橄榄球 - 高尔夫 - 山地自行车 - 男子足球 - 女子足球 | 冬季 - 男子篮球 - 女子篮球 - 击剑 - 男子冰球 - 女子冰球 - 滑雪-高山和北欧 - 单板滑雪 | 春季 - 棒球 - 马术 - 击剑 - 男子长曲棍球 - 女子长曲棍球 - 垒球 - 男子网球 - 女子网球 |

### 非竞争性体育活动
- 舞蹈(春季)
- 戏剧(秋、冬、春季)
- 健身(冬季)
- 郊游俱乐部(秋、春季)
- 业余滑雪(冬季)
- 业余滑雪板(冬季)

## 校园设施[12]

### 学术设施
- 阿肯学习中心（1979年，2012年翻新），前身是Waters Learning Center，是学习技能计划的所在地。
- 比尔斯大厅（1873年）是肯特山标志性的钟楼结构。它是学校行政部门（校长、副校长、研究主任和学生系主任）、招生和交流部门以及社会研究部门、几个教室和Deering Chapel的所在地。
- 邓恩科学中心（1966）设有科学、环境研究、数学和现代语言部门。
- 里克楼（1893）设有英语和表演艺术部门。历史悠久的瑞克尔剧院位于三楼，KHS书店和学生中心位于一楼。
- 辛普森楼（1860年）除了学生公寓和教师宿舍外，还设有詹姆斯·R·科克伦图书馆、巴斯视觉艺术中心和KHS艺术部以及技术部（IT）。
- 威廉斯木工工作室

### 运动设施
- 奥方运动中心（2001年）除容纳体育部外，还包括Bonnefond Ice Arena（2011年专用）、Hawley体育馆、健身中心和更衣室设施。
- 哈罗德奥方运动场（2008）是一个单一的大型可分割的草坪场，包括足球、足球、曲棍球、棒球和垒球的区域。
- 奥康纳高山训练中心提供校园内高山滑雪设施，配备灯光、造雪设备和数字计时。
- 利兹-克洛斯-梅隆小屋（1998）坐落在滑雪山的顶部。
- 除了草地运动场和网球场，几英亩的森林还保留着越野跑、山地自行车和北欧滑雪/雪道。所有这些设施不仅被肯特山的学生使用，而且还支持来自周围社区的许多俱乐部和青年运动队。

### 表演及休闲设施
- 毕比和哈罗德阿方德餐厅（2016年）-餐厅；格拉斯巴德艺术画廊。
- 牛顿大厅（1932年），原名牛顿体育馆，是博德曼表演艺术中心的所在地，包括礼堂、录音室、学校乐队练习室和办公室。

### 宿舍
- 戴维斯楼-十二年级和PG男生宿舍，带教员宿舍
- 缅因楼（1982）-九年级、十年级女生宿舍，带教员宿舍
- 里德楼（2007）-十一年级、十二年级和PG女生宿舍，带教员宿舍
- 辛普森楼（1860年）-十年级、十一年级、十二年级学生宿舍，带教员宿舍
- 威斯楼-九年级男生宿舍，带教员宿舍

### 历史建筑
- 1821楼（1821年）-教师家庭住房
- 布莱顿楼 (1883年)校长住房
- Jollity Manse -教师家庭住房
- Maxim House -教师家庭住房
- Weld House -教师家庭住房

## 知名校友
- William H. Allen（英语：William H. Allen (academic)）， 吉拉德学院校长
- David Hartley Armstrong（英语：David Hartley Armstrong），缅因州众议院 成员； 美国参议员成员
- Leon Leonwood Bean（英语：Leon_Leonwood_Bean），L.L.Bean（英语：L.L.Bean）公司创始人 [13]
- Del Bissonette（英语：Del Bissonette）, 棒球大联盟第一垒、经理和教练
- Alden J. Blethen（英语：Alden_J._Blethen），《西雅图时报》联合拥有人及总编辑
- Charles Collins（英语：Charles_Collins_(academic)），狄金森学院校长
- 约瑟夫·卡明斯·蔡斯（1878-1965）[14]，美国肖像画家
- Joseph Cummings（英语：Joseph_Cummings），Genesee College（英语：Genesee College）（现在称作锡拉丘兹大学）校长，卫斯理大学校长，以及西北大学校长
- Aaron S. Daggett（英语：Aaron S. Daggett），美国南北战争最后一位幸存将军
- Daniel F. Davis（英语：Daniel F. Davis），第37任缅因州州长
- Charles Deering（英语：Charles Deering），美国商人和慈善家
- Annie Hamilton Donnell, American author，美国作家[15]